# Urban Rivals
Urban Rivals (nome completo Clint Urban Rivals) è un gioco di carte collezionabili on-line, prevalentemente gratuito, sviluppato e pubblicato da Boostr.
Fondato nel 2006 come browser game, inserito su portali come Newgrounds o Kongregate, successivamente sviluppato come gioco per cellulari (dal 2010-2011 disponibile su dispositivi Apple e Android) ed infine inserito sulle piattaforme web come Facebook, e in seguito anche come applicazione per Windows, Mac e Steam. Ha una media (nel 2016) di 3.000 giocatori collegati contemporaneamente. Nella prima metà del 2016 si contano circa 2,5 Miliardi di partite giocate con oltre 30 milioni di giocatori di cui circa 100.000 all'attivo ogni mese (tra cui almeno 10.000 italiani). Nel 2016 il gioco subisce un profondo restyling.

## Ambientazione
Il gioco si svolge nella fittizia città di Clint City.

### Le Gilde
Le gilde sono dei gruppi in cui i giocatori possono unire le forze per il raggiungimento di obiettivi comuni. Esiste una classifica delle gilde, ordinata in base a vari parametri come il livello o l'onore. Il livello delle gilde sale in base ai punti che i giocatori ottengono tramite i combattimenti.

### I Clan
Nel gioco ci sono 32 clan, ognuno dei quali ha un apposito bonus per il proprio team. Per far sì che un bonus del clan venga applicato, sono necessarie almeno 2 diverse carte dello stesso clan nella mano, oppure è necessario aver schierato il Leader "Robert Cobb" che consente l'attivazione dei bonus senza condizioni.
Ogni clan ha la sua storia, un suo leader ed un campo base in parti diverse di Clint City. I clan sono:
- All Stars: Gruppo composto da sportivi e atleti, vogliono spingere gli abitanti di Clint City a fare sport visto che i cittadini sono diventati sedentari dopo la commercializzazione di barrette energetiche che aumentano la massa muscolare senza sforzo.

Introdotti nel 2006 e capitanati da Eyrton.
Bonus: -2 potenza avversario minimo 1.
- Bangers: Gang composta da personaggi dell'ambiente Hip hop come rapper o B-boy e stereotipi del ghetto afroamericano, cercano di riscattarsi dalle ingiustizie del governo e della società.

Introdotti nel 2006 e capitanati da Bodenpower.
Bonus: +2 Potenza
- Berzerk: Clan composto da personaggi residenti di un hotel e perennemente infuriati dopo aver inalato lo Xantiax, un gas diffuso improvvisamente nell'albergo ed in grado di alterare il comportamento. Estremamente aggressivi, cercano i responsabili dell'incidente.

Introdotti nel 2011 e capitanati da Cortez. 
Bonus: -2 vita avversario minimo 2.
- Dominion: Gruppo composto da giocattoli animati e resi violenti dalla magia nera. Risiedono in un albero nella palude e tramano per conquistare la città.

Introdotti nel 2018 e capitanati da Death Adder.
Bonus: Crescita -1 potenza avversario minimo 4. (la potenza dell'avversario verrà abbassata di uno al primo round, fino a un minimo di 4; nel secondo round verrà abbassata di 2 e così via)
- Fang Pi Clang: Dojo di cui fanno parte maestri di arti marziali orientali che custodiscono in segreto un clone di Bruce Lee e tentano di dominare il mondo.

Introdotti nel 2006 e capitanati da Lost Hog.
Bonus: +2 Danni
- Freaks: Circo stanziato a clint city con al suo interno i personaggi tipici circensi. Caratterizzato da attrazioni particolarmente grottesche e numeri estremamente sanguinosi.

Introdotti nel 2007 e capitanati da Boris.
Bonus: Veleno 2 minimo 3.
- Frozn: Gruppo composto da uomini e yeti provenienti dalle montagne della città, hanno intenzione di congelare tutta Clint City perché per colpa dell'inquinamento proveniente dalla città il loro ecosistema di montagna è stato distrutto.

Introdotti nel 2012 e capitanati da Kalindra. 
Bonus: Rivincita +2 Potenza e danno (bonus che si attiva solo se la carta giocata in precedenza ha perso)
- GHEIST: un'organizzazione criminale segreta situata nelle fogne della città e composta da assassini, mutanti e scienziati pazzi dedita a folli esperimenti. Il loro obiettivo è la conquista di clint city.

Introdotti nel 2006 e capitanati da Sigmund.
Bonus: Stop potere avversario
- GhosTown: Fantasmi dell'epoca del vecchio west stanziati nella cittadina di Purgatory in attesa di passare all'altro mondo.

Introdotti nel 2017 e capitanati da Judge Lynch. 
Bonus: +1 Potenza e Danno/-1 Potenza e Danno avversario
(il bonus cambia ogni 4 ore, seguendo il ciclo giorno/notte di clit city)
- Hive: Gruppo di resistenza contro i Vortex formato da personaggi traslati in corpi sintetici. Sono tornati nel passato attraverso un portale dimensionale che li ha catapultati a Clint City per poter cambiare il futuro e salvare il mondo dalla dittatura Vortex.

Introdotti nel 2016 e capitanati da Maana Cercei.
Bonus: Equalizer: -3 attacco avversario minimo 5. (Il fattore Equalizer dipende dal livello della carta avversaria)
- Huracan: Una lega di luchadores messicani, si stabiliscono a Clint City per dare spettacolo.

Introdotti nel 2013 e capitanati da Noctezuma.
Bonus: +1 attacco per vita rimanente.
- Jungo: Gruppo composto da animali resi antropomorfi dall'impatto di un meteorite radioattivo vicino al loro Zoo.

Introdotti nel 2008 capitanati da Ongh.
Bonus: +2 vita.
- Junkz: Gruppo composto da raver e maniaci della musica elettronica, fronteggiano il governo chiedendo l'abrogazione della legge che limita i decibel delle loro feste.

Introdotti nel 2006 e capitanati da Dj Korr.
Bonus: +8 attacco
- Komboka: Tribù di sole donne dopo che tutti gli uomini sono misteriosamente morti. Giunte a Clint City da un'isola vulcanica con lo scopo di vendicarsi dei responsabili delle grandi quantità di rifiuti che si accumulano sulle coste dell'isola, cercano inoltre i responsabili della strage dei loro mariti e figli.

Introdotte nel 2019. 
Bonus: +1 Pillz e vita
- La Junta: militari decisi a portare disciplina a Clint City

Introdotto nel 2006.
Bonus: +2 danni
- Montana: Famiglia mafiosa indiscussa padrona del crimine organizzato in città, controllano il casinò di Clint City e impongono le loro leggi in città.

Introdotti nel 2006 e capitanati da Don.
Bonus: -12 attacco avversario minimo 8.
- Nightmare: Gruppo di demoni, vampiri e creature sovrannaturali stanziati in un maniero con cimitero adiacente. Vogliono che le creature della notte governino la città.

Introdotti nel 2006 e capitanati da Lelena. Bonus: Stop bonus avversario.
- Oblivion: Gruppo di mutaforma provenienti da un'altra dimensione, "Archium", distrutta da Genesis. Caratterizzati da amnesia e abilità di trasformarsi in persone o oggetti, si mescolano a Clint City come rifugiati, lavorando in vari ambiti per nascondersi.

Introdotti nel 2023 e capitanati da Kassar. Bonus: Copia: Potere Avv.
- Oculus: Organizzazione segreta e malevola che manipola Clint City, controllando il Governo e infiltrandosi in ogni clan. Composto da entità oscure e mutanti, usa il potere del "Khaos" per corrompere e dominare.

Introdotti nel 2018 e capitanati da Bukerzerg. Bonus: Infiltrato
- Paradox: Gruppo composto da malati mentali plagiati dal loro capo con l'intento di trasformarli in opere d'arte viventi. Si vestono come personaggi storici e mitologici (credendosi tali) ed occupano il manicomio di Clint City.

Introdotti nel 2020. Capitanati da Enigma.
Bonus: Asimmetria: Danno +3. (Questo bonus si attiva solo se la carta del giocatore non è di fronte a quella avversaria)
- Piranas: Ciurma di pirati, stabilitasi permanentemente nel porto della città dopo anni di saccheggi.

Introdotti nel 2008 e capitanati da Bloodh.
Bonus: Stop bonus avversario.
- Pussycats: Associazione di femministe estremiste, tentano di imporsi in questa società a loro dire maschilista e considerano gli uomini "strumenti al servizio del loro piacere".

Introdotte nel 2006 e capitanati da Charlie.
Bonus: -2 danno avversario minimo 1.
- Raptors: Clan di detenuti di Clint City, salvatisi da un incidente aereo e dispersi in un deserto popolato da fauna giurassica. Una volta preso il controllo del luogo, addestrano i dinosauri e tornano a Clint city per vendicarsi.

Introdotti nel 2015 e capitanati da Rex Sweig e Impera Sloane.
Bonus: annulla modifiche attacco avversari
- Rescue: Ente composto da "salvatori", ovvero dottori, pompieri e altri, hanno il compito di curare i feriti e salvare i cittadini dalle catastrofi causate dagli scontri tra clan.

Introdotti nel 2007 e capitanati da Kerry.
Bonus: Rinforzo attacco + 3.
- Riots: Società Steampunk di una città sotterranea chiamata Riotsville. Dopo anni di silenzio, decidono di riemergere e imporre il "saggio discernimento" alla gente di superficie.

Introdotti nel 2014 e capitanati da Pericles.
Bonus: Vittoria o sconfitta + 1 Pliz.
- Roots: Comune composta da hippie e naturalisti che tentano di trasmettere i loro valori al governo.

Introdotti nel 2006. 
Considerano simbolicamente come loro "capo" Kiki, una scimmia salvata dalla vivisezione e simbolo dei loro valori.
Bonus: Stop potere avversario.
- Sakrohm: Questo gruppo ha tra le sue file alieni e ambasciatori spaziali che cercano di evitare conflitti interstellari causati da stereotipi razzisti anti-alieni trasmessi dalle opere di genere fantascientifico.

Introdotti nel 2006 e capitanati da Guru.
Bonus: -8 attacco avversario minimo 3.
- Sentinel: La polizia di Clint city, vogliono imporre il rispetto della legge in città.

Introdotti nel 2006 e capitanati da Copper.
Bonus: +8 attacco
- Skeelz: accademia di magia e abilità straordinarie, vogliono fermare le insensate guerre tra clan in modo che nelle strade di Clint City regni finalmente la pace come nella loro scuola.

Introdotti nel 2009 e capitanati da Caelus.
Bonus: protezione potere.
- Ulu Watu: Crew di surfisti, personaggi legati al mare e membri di popoli marini. Combattono per salvare le loro spiagge, minacciate dal surriscaldamento globale.

Introdotti nel 2006 e capitanati da Tanaereva.
Bonus:+2 potenza
- Uppers: Élite di vip, gente dello spettacolo e ricchi personaggi che amano fare festini, odiano la povertà e si battono contro questa.

Introdotti nel 2006.
Leggendo le descrizioni sembrerebbero essere capitanati da Zlatar ma non viene mai detto esplicitamente nel gioco.
Bonus:-10 attacco avversario
- Vortex: personaggi fantascientifici che nel futuro dominano l'universo, basando la loro tecnologia sul cristallo. Tornano nel passato per evitare il realizzarsi di un'oscura profezia che predice la distruzione del loro impero.

Introdotti nel 2010 e capitanati da Dregn.
Bonus: Sconfitta recupero 2 Pillz su 3.
- Zenith: Composto da celebrità, influencer e star di Clint City che dominano media, moda e intrattenimento. Vivono nel lusso del quartiere di Zenith Hills, usando fama e carisma per influenzare la città.

Introdotti nel 2019 e capitanati da Dregn.
Bonus: Puntata > 3 Pillz : +3 Vita
- Leader: Combattenti solitari, molto potenti, che non appartengono a nessun clan, ma sono liberi di allearsi con chiunque.

Danno un vantaggio a tutti gli altri personaggi schierati ma il loro bonus "Annulla Leader" fa sì che se si ha più di un leader in mano i loro effetti si annullano a vicenda.
Introdotti nel 2006, fino al 2015 nessun nuovo Leader è stato pubblicato. Le carte Leader subiscono periodicamente variazioni delle statistiche di potenza e danno.

## Meccanica di gioco
Ogni giocatore ha 12 punti vita e controlla 4 carte, definite in base alla "potenza" e al "danno". Inoltre ogni carta ha un potere unico ed un bonus dipendente dal clan di appartenenza.
Le sfide si svolgono così: dal mazzo di carte il computer sorteggerà quattro personaggi che saranno quelli con cui ci si troverà a combattere contro l'avversario.
Ogni giocatore ha inoltre a sua disposizione 12 "pillz", pillole che, se usate, moltiplicano la potenza del personaggio selezionato. Dal totale dell'operazione risulterà l'attacco finale di quel personaggio (un personaggio con potenza 5 su cui si utilizzano 5 pillole otterrà un attacco totale di 25). Il personaggio con più attacco sconfigge l'altro e infligge i suoi danni all'avversario, vince il giocatore che manda k.o. l'altro o rimane con più punti vita alla fine della partita. 
Esistono vari limiti alla creazione di un mazzo che variano con la modalità di gioco.

### Economia
La moneta virtuale del gioco è il Clintz e può essere ottenuta durante il gioco combattendo e vendendo le carte. Il mercato delle carte è libero e sono i giocatori ad influenzarne l'andamento. Esiste inoltre il cryptocoin, una moneta più rara, e il credito, valuta acquistabile con microtransazioni e scambiabile con pacchetti di carte.

### Modalità di gioco
Esistono otto modalità:
- Free Fight: modalità dove si sfida un giocatore a caso, senza differenza di livello, in questa stanza si mira ad aumentare di livello, è infatti la sala dove si ottiene sempre un incremento di punteggio x2 e talvolta questo incremento è aumentato per brevi periodi di tempo.
- Torneo Quotidiano: in questa modalità per un'ora i giocatori si sfidano tra loro con l'obiettivo di segnare più punti possibili. Ogni giorno si svolgono 12 tornei che iniziano nelle ore pari. I giocatori migliori ricevono in premio un maggiore numero di clintz, ma basta anche un solo incontro concluso regolarmente per guadagnarne 50. I giocatori non si sfidano casualmente, ma in base al tipo di mazzo e alle stelle del deck.
- Training / No Pillz: sala dove si aumenta facilmente di XP, necessario per l'aumento di livello dei personaggi, anch'essi fortemente incrementati di avanzamento di livello in questa sala. Esiste anche la versione senza Pillz.
- EFC: è simile al torneo ma lo scopo è quello di raggiungere, attraversando vari '' quartieri '', il punteggio più alto. I premi sono quotidiani, settimanali e stagionali. Alla fine di un ciclo di combattimenti, i premi vengono distribuiti e secondo la zona in cui si trova il giocatore al termine del ciclo e per la posizione in cui si trova nella determinata zona. Inoltre, alcune carte non possono essere utilizzate. Anche in questo caso i giocatori migliori ricevono in premio clintz e crediti ma anche Tokenz, inoltre tra i primi alcuni vengono estratti come vincitori di carte rare o Cr.
- Survivor: come dice il nome, lo scopo della modalità è di vincere più incontri (e clintz) possibili. I migliori giocatori di tale modalità ricevono come premio dei crediti.
- Coliseum: serie di incontri che prevede premi molto ricchi, e in cui bisogna seguire una precisa combinazione del mazzo, variabile ma che prevede quasi sempre almeno due clan. Dura diversi giorni, alla fine dei quali si tirano le somme dei punti a cui corrispondono svariati premi.
- Evento: organizzato dai giocatori, si divide in varie sfide che il creatore dell'evento può creare e giostrare a piacimento.
- Arcade : introdotta nell'autunno 2015, consiste nel 'viaggiare' tra una serie di Quartier Generale di vari clan.In ogni QG si trovano 10 Round. L'obiettivo è vincere tutti i combattimenti. I premi finali sono variabili: da punti, clintz e crediti a carte.

Vecchie modalità di gioco ora scomparse sono Deathmatch, Solo, Duel, Leader Wars, e la storica ELO.

### le carte
Sono presenti al 2018 oltre 1300 personaggi. Circa ogni due settimane vengono pubblicati 4 nuovi personaggi.
I poteri e i bonus più diffusi fanno variare:
- l'attacco (aumentando il proprio o diminuendo quello avversario)
- la potenza o il danno (aumentando il proprio o diminuendo quello avversario)
- il potere o il bonus avversario
- il numero di Pillz o di punti vita (in base al successo del round o al turno).

Alcuni poteri si attivano se si è i primi a combattere (coraggio), se si è secondi (risposta), se si è vinto il round precedente (fiducia o contraccolpo), se lo si è perso (rivincita). Altri solo in caso di vittoria o di sconfitta.
Alcune carte vengono penalizzate o bandite nelle modalità competitive, vista la loro effettiva potenza decisamente superiore alle altre carte. Spesso il ban delle carte è deciso a rotazione.

## Categorizzazione carte
Le carte vengono divise in comuni (color bronzo), non comuni (color argento) e rare (color oro) a seconda della rarità. 
Saltuariamente una o più carte possono essere promosse a "Collector", diventando completamente dorate, acquisendo la sigla "Cr" a lato del nome e divenendo molto più rare ed ambite. Allo stesso modo le Cr posso subire la trasformazione in "Mythic", diventando color diamante, acquisendo la sigla "Mt" e divenendo estremamente rare e costose. Sia le Cr che le Mt non sono reperibili nei pacchetti ma solo acquistabili nel mercato o ottenibili attraverso vincite a tornei ed eventi.
Esistono inoltre le carte "Legendary", color viola e contrassegnate dalla sigla "Ld". 
Queste carte sono ottenibili solo tramite missioni o eventi specifici. Ogni clan ha due carte Legendary, che periodicamente possono subire variazioni di statistiche e potere. Questa è l'unica categoria di carte di cui non si possono possedere doppioni.
Le carte del clan Leader vengono invece donate con l'aumento di livello.
Inoltre un concorso annuale si tiene ogni fine anno (escluso il 2009) per coronare la donna più bella e di talento di Clint City. La vincitrice, scelta dai giocatori, sarà riprodotta in una seconda versione speciale con la sigla "Miss" ed una grafica adeguata. 
Il giorno di Natale, invece, a tutti gli utenti registrati prima di una certa data viene regalata una carta speciale, versione natalizia di un personaggio già esistente e con sigla "noel".
Infine, tre carte ora Collectors (Rass, Kiki e BerserkGirl) hanno dei doppioni in versione standard con potere, statistiche e grafica differenti. Non è noto il motivo di tale scelta.